# Константа
Константите в различни науки като математика, физика и химия са числа и величини, които не променят стойностите си, за разлика от променливите. Характерът на повечето математически константи (т.е. вида на числото — ирационално например) обаче не позволява стойността им да се узнае точно, но със съвременната изчислителна мощ това може да стане с достатъчно добро приближение за всички нужди.
В някои модели за константа се приемат и величини, за които се смята, че не се променят съществено или промяната им няма да окаже съществено влияние на даден процес или задача.

## Таблица на някои константи
| Символ | Стойност                                                                                  | Име                          |
| ------ | ----------------------------------------------------------------------------------------- | ---------------------------- |
| π      | ≈ 3,14159 26535 89793 23846 26433 83279 50288...                                          | пи, Лудолфово число          |
| e      | ≈ 2,71828 18284 59045 23536 02874 71352 66249...                                          | Неперово число               |
| γ      | ≈ 0,57721 56649 01532 86060 65120 90082 40243...                                          | Ойлерова константа           |
| φ      | ={\displaystyle {1+{\sqrt {5}} \over 2}} ≈ 1,61803 39887 49894 84820 45868 34365 63811... | Златно сечение               |
| k      | 1,381... x 10-23                                                                          | константа на Болцман (в J.K) |